# Polski Związek Kolarski
Polski Związek Kolarski (oficjalny skrót PZKol) – ogólnokrajowy związek sportowy (stowarzyszenie) z siedzibą w Pruszkowie, działający na terenie Rzeczypospolitej Polskiej, będący jedynym prawnym reprezentantem polskiego kolarstwa (we wszystkich kategoriach wiekowych) w kraju i zagranicą. Jest członkiem Union Cycliste Internationale oraz Union Européenne de Cyclisme. Na czele PZKol stoi zarząd Polskiego Związku Kolarskiego, któremu przewodzi prezes.
Organizacja została powołana pod nazwą Związek Polskich Towarzystw Kolarskich podczas zjazdu organizacyjnego, który odbył się 27 czerwca 1920 na warszawskich Dynasach w siedzibie Warszawskiego Towarzystwa Cyklistów. Wzięło w nim udział około dwustu przedstawicieli zrzeszeń i klubów sportowych (m.in. z Częstochowy, Krakowa, Lwowa, Sosnowca i Warszawy). Uchwalono statut i przyjęto nazwę, zmienioną w 1938 na Polski Związek Kolarski.
Pierwszym prezesem organizacji był Stanisław Blikle. W okresie III RP funkcję tę pełnili Zbigniew Rusin, Wojciech Walkiewicz, Ryszard Szurkowski, Wacław Skarul, Dariusz Banaszek, Janusz Pożak, Krzysztof Golwiej, Grzegorz Botwina i Rafał Makowski. Obecnie prezesem związku jest Marek Leśniewski.